# Philip Taylor (Leichtathlet)
Philip Taylor (* 20. März 1985) ist ein ehemaliger britischer Sprinter, der sich auf die 400-Meter-Distanz spezialisiert hat. Seinen größten Erfolg feierte er mit dem Sieg in der 4-mal-400-Meter-Staffel bei den Halleneuropameisterschaften 2007 in Birmingham.

## Sportliche Laufbahn
Erste internationale Erfahrungen sammelte Philip Taylor im Jahr 2007, als er bei den Halleneuropameisterschaften in Birmingham in 3:07,04 min gemeinsam mit Robert Tobin, Dale Garland und Steven Green auf Anhieb die Goldmedaille gewann. 2009 gewann er bei den Halleneuropameisterschaften in Turin in 3:07,04 min gemeinsam mit Richard Buck, Nick Leavey und Nigel Levine die Silbermedaille hinter dem italienischen Team und im Jahr darauf beendete er seine aktive sportliche Karriere im Alter von 25 Jahren.

## Persönliche Bestzeiten
- 400 Meter: 47,71 s, 18. Juni 2005 in Manchester
  - 400 Meter (Halle): 47,16 s, 21. Februar 2009 in Birmingham